# 16730 Нідзіссейкі
16730 Нідзіссейкі (16730 Nijisseiki) — астероїд головного поясу, відкритий 17 квітня 1996 року.
Тіссеранів параметр щодо Юпітера — 3,519.
Названо на честь Нідзіссейкі (яп. にじっせいき(二十世紀) нідзіссейкі), відомого сорту японської груші.